# Dodgeville
Dodgeville è un comune degli Stati Uniti, situato in Wisconsin, nella Contea di Iowa, della quale è il capoluogo.